# Campeonato Mundial de Atletismo de 2013 - 3000 m com obstáculos masculino
A prova dos 3000 metros com obstáculos masculino do Campeonato Mundial de Atletismo de 2013 foi disputada entre os dias 12 e 15 de agosto no Estádio Lujniki, em Moscou. 

## Recordes
Antes desta competição, os recordes mundiais e do campeonato nesta prova eram os seguintes:
| Tipo                  | Atleta              | Tempo   | Local    | Data                  | Ref |
| --------------------- | ------------------- | ------- | -------- | --------------------- | --- |
|                       | Saif Saaeed Shaheen | 7:53.63 | Bruxelas | 3 de setembro de 2004 | ver |
| Recorde do campeonato | Ezekiel Kemboi      | 8:00.43 | Berlim   | 18 de agosto de 2009  | ver |

## Medalhistas
| Ouro                 | Prata                   | Bronze                            |
| Ezekiel Kemboi (KEN) | Conseslus Kipruto (KEN) | Mahiedine Mekhissi-Benabbad (FRA) |

## Cronograma
| Data         | Hora  | Evento   |
| ------------ | ----- | -------- |
| 12 de agosto | 10:10 | Baterias |
| 15 de agosto | 20:20 | Final    |

Todos os horários são horas locais (UTC +4)

## Resultados

### Baterias
Qualificação: Os 3 de cada bateria (Q) e os 6 mais rápidos (q) avançam para a final. 
| Classificação | Bateria | Nome                        | Nacionalidade  | Tempo   | Nota  |
| ------------- | ------- | --------------------------- | -------------- | ------- | ----- |
| 1             | 1       | Mahiedine Mekhissi-Benabbad | França         | 8:15.43 | Q     |
| 2             | 1       | Matthew Hughes              | Canadá         | 8:16.93 | Q, PB |
| 3             | 1       | Abel Mutai                  | Quênia         | 8:19.15 | Q     |
| 4             | 1       | Ángel Mullera               | Espanha        | 8:19.26 | q, SB |
| 5             | 1       | Ion Luchianov               | Moldávia       | 8:19.64 | q, SB |
| 6             | 1       | Benjamin Kiplagat           | Uganda         | 8:21.14 | q     |
| 7             | 3       | Conseslus Kipruto           | Quênia         | 8:22.31 | Q     |
| 8             | 3       | Paul Kipsiele Koech         | Quênia         | 8:22.88 | Q     |
| 9             | 3       | Yoann Kowal                 | França         | 8:23.74 | Q     |
| 10            | 2       | Evan Jager                  | Estados Unidos | 8:23.76 | Q     |
| 11            | 2       | Ezekiel Kemboi              | Quênia         | 8:23.84 | Q     |
| 12            | 2       | Noureddine Smaïl            | França         | 8:24.05 | Q     |
| 13            | 3       | Hamid Ezzine                | Marrocos       | 8:24.35 | q     |
| 14            | 2       | Jacob Araptany              | Uganda         | 8:24.53 | q     |
| 15            | 2       | Alex Genest                 | Canadá         | 8:24.56 | q     |
| 16            | 2       | José Peña                   | Venezuela      | 8:24.88 |       |
| 17            | 1       | Abdelmadjed Touil           | Argélia        | 8:25.89 |       |
| 18            | 2       | Steffen Uliczka             | Alemanha       | 8:28.32 |       |
| 19            | 3       | De'Sean Turner              | Estados Unidos | 8:28.44 |       |
| 20            | 3       | Hicham Bouchicha            | Argélia        | 8:28.56 |       |
| 21            | 1       | Ilgizar Safiullin           | Rússia         | 8:28.65 | PB    |
| 22            | 3       | Habtamu Fayisa              | Etiópia        | 8:29.08 |       |
| 23            | 3       | Chris Winter                | Canadá         | 8:29.36 |       |
| 24            | 3       | Mitko Tsenov                | Bulgária       | 8:32.49 |       |
| 25            | 3       | Sebastián Martos            | Espanha        | 8:32.63 |       |
| 26            | 2       | Roberto Alaiz               | Espanha        | 8:33.32 |       |
| 27            | 1       | Vadym Slobodenyuk           | Ucrânia        | 8:33.60 |       |
| 28            | 1       | Tareq Mubarak Taher         | Bahrein        | 8:34.32 | SB    |
| 29            | 1       | Mateusz Demczyszak          | Polónia        | 8:34.60 |       |
| 30            | 3       | Tarık Langat Akdağ          | Turquia        | 8:34.97 |       |
| 31            | 2       | James Wilkinson             | Grã-Bretanha   | 8:35.07 |       |
| 32            | 1       | Jaouad Chemlal              | Marrocos       | 8:36.29 |       |
| 33            | 3       | Patrick Nasti               | Itália         | 8:36.42 |       |
| 34            | 1       | Daniel Huling               | Estados Unidos | 8:37.80 |       |
| 35            | 2       | Roba Gari                   | Etiópia        | 8:45.06 |       |
| 36 !          | 1       | Yuri Floriani               | Itália         | DQ      |       |
| 36 !          | 2       | Jamel Chatbi                | Itália         | DQ      |       |
| 36 !          | 2       | Abdelhamid Zerrifi          | Argélia        | DQ      |       |
| 36 !          | 3       | Krystian Zalewski           | Polónia        | DQ      |       |
| 36 !          | 2       | Mohammed Boulama            | Marrocos       | DNF     |       |
| 36 !          | 3       | Timothy Toroitich           | Uganda         | DNS     |       |

### Final
A final foi iniciada às 22:20. 
| Classificação     | Nome                        | Nacionalidade  | Tempo   | Nota |
| ----------------- | --------------------------- | -------------- | ------- | ---- |
| Medalha de ouro   | Ezekiel Kemboi              | Quênia         | 8:06.01 |      |
| Medalha de prata  | Conseslus Kipruto           | Quênia         | 8:06.37 |      |
| Medalha de bronze | Mahiedine Mekhissi-Benabbad | França         | 8:07.86 |      |
| 4                 | Paul Kipsiele Koech         | Quênia         | 8:08.62 |      |
| 5                 | Evan Jager                  | Estados Unidos | 8:08.67 |      |
| 6                 | Matthew Hughes              | Canadá         | 8:11.64 | NR   |
| 7                 | Abel Mutai                  | Quênia         | 8:17.04 |      |
| 8                 | Yoann Kowal                 | França         | 8:17.41 |      |
| 9                 | Hamid Ezzine                | Marrocos       | 8:19.53 |      |
| 10                | Ion Luchianov               | Moldávia       | 8:19.99 |      |
| 11                | Ángel Mullera               | Espanha        | 8:20.93 |      |
| 12                | Jacob Araptany              | Uganda         | 8:25.86 |      |
| 13                | Alex Genest                 | Canadá         | 8:27.01 |      |
| 14                | Benjamin Kiplagat           | Uganda         | 8:31.09 |      |
| 15 !              | Noureddine Smaïl            | França         | DNF     |      |

Legenda
| Recorde mundial       | Recorde mundial (World record)               |                       | Recorde africano                      | Recorde africano (African) |                                           | Q | Classificado por posição (Qualified) |
| Recorde do campeonato | Recorde do campeonato (Championship record)  | Recorde da América    | Recorde da América (Americas)         | q                          | Classificado por melhor tempo (Qualified) |   |                                      |
| Melhor marca do ano   | Melhor marca do ano (World leading)          | Recorde asiático      | Recorde asiático (Asian)              | DNS                        | Não largou (Did not start)                |   |                                      |
| Recorde nacional      | Recorde nacional (National record)           | Recorde europeu       | Recorde europeu (European)            | DNF                        | Não terminou (Did not finish)             |   |                                      |
| Recorde pessoal       | Recorde pessoal do atleta (Personal best)    | Recorde da Oceania    | Recorde da Oceania (Oceania)          | DSQ / DQ                   | Desclassificado (Disqualified)            |   |                                      |
| Recorde da temporada  | Recorde da temporada do atleta (Season best) | Recorde sul-americano | Recorde sul-americano (South America) | NM                         | Sem marca (No mark)                       |   |                                      |